# ميخائيل هارفي (منافس ألعاب قوى)
ميخائيل هارفي (بالإنجليزية: Michael Harvey)‏ هو منافس ألعاب قوى أسترالي، ولد في 5 ديسمبر 1962.

## وصلات خارجية
- ميخائيل هارفي على موقع الاتحاد الدولي لألعاب القوى (الإنجليزية)
- ميخائيل هارفي على موقع النتائج التاريخية لألعاب القوى الأسترالية (الإنجليزية)
- ميخائيل هارفي على موقع أوليمبيديا (الإنجليزية)